# David Brown
David Brown (n. 15 februarie 1947 – d. 4 septembrie 2000) a fost principalul basist al trupei Santana în perioadele 1966 - 1971 și 1973 - 1976.  A cântat pe primul album al lui Boz Scaggs la Columbia intitulat Moments (1971). Brown a cântat cu Carlos Santana la festivalul Woodstock din 1969.